# Nino (stripreeks)
Nino is een Belgische stripreeks getekend door Dirk Stallaert op scenario van Hec Leemans.
De tekenstijl van de strip wordt gerekend onder de klare lijn. De stijl gelijkt namelijk sterk op die van Hergé.

## Inhoud
Nino is een Franse weesjongen die in de jaren dertig wegvlucht uit het weeshuis en als verstekeling naar de Verenigde Staten gaat. Aan boord geraakt hij bevriend met de rijke Claudia. Wanneer Nino aankomt in New York trekt hij in bij een zekere McCab. In Amerika beleeft hij avonturen met nazi's, maffiosi en de Ku Klux Klan.
In het derde verhaal wordt een avontuur in Hollywood aangekondigd, maar dat is nooit verschenen.

## Personages
Hieronder volgen een aantal van de belangrijkste personages.
- Nino, een Franse weesjongen en hoofdpersonage
- Claudia del Ponte Vecchio, een rijke erfgename en vriendin van Nino
- McCab, een Schotse taxichauffeur en vriend van Nino
- De graaf del Ponte Vecchio, de oom van Claudia[3]
- Ennio Macaroni, een zakenman en een maffioso[3]

## Publicatiegeschiedenis

### Voorgeschiedenis
Scenarist Hec Leemans tekende al eerder korte verhalen voor het weekblad Tintin/Kuifje met Daniël Jansens als scenarist met wie hij later de krantenstrip Bakelandt maakt. Tekenaar Dirk Stallaert assisteerde vanaf 1982 tot 1992 striptekenaar Jean-Pol. In 1989 kwam Leemans via Jean-Pol in contact met Stallaert en vroeg hem om deze reeks voor hem te tekenen. Stallaert zette daarvoor uit tijdsgebrek zijn krantenstrip Kitty stop.
In 1989 stelden Leemans en Stallaert samen een nieuwe stripreeks voor aan uitgeverij Le Lombard, dat het weekblad Tintin/Kuifje uitgaf. De werktitel van deze stripreeks was Peter.

### Leemans-Stallaert (1990-1995)
In 1990 verscheen het eerste verhaal van deze reeks onder de naam Nino. Leemans was de scenarist en het verhaal werd getekend door Stallaert. Dit verhaal en het vervolg verschenen in het tijdschrift Tintin/Kuifje.
Het derde en laatste verhaal verscheen in 1995, maar werd niet meer voorgepubliceerd in Tintin/Kuifje omdat dat blad inmiddels niet meer bestond. De reeks had internationaal succes. Desondanks stopte Stallaert in 1995 met Nino. Hij vond de tekenstijl op dat moment te moeilijk. Ook vond Stallaert het moeilijk te combineren met het tekenen van Nero; die laatste strip bracht bovendien meer op. Stallaert koos er daarom voor om voltijds assistent te zijn van Marc Sleen. Leemans wilde echter de reeks wel voorzetten.
Stallaert deed onderzoek om de periode geloofwaardig weer te geven. Het kostte Stallaert een jaar om een verhaal uit deze reeks te tekenen. De albums hadden elk een oplage van 16500 exemplaren. De verhalen zijn ook in het Frans, Portugees en Turks uitgegeven.

### Mogelijk vervolg
Een mogelijk vervolg zou Stallaert niet tekenen. In 2003 kondigde Leemans een vierde verhaal Nino in Hollywood aan te zullen schrijven en tekenen. Dat verhaal is er echter tot nu toe niet gekomen omdat Leemans het te druk had met zijn andere reeksen. In 2015 wilde Leemans nog altijd een vierde album maken, maar er was geen concrete verschijningsdatum aangekondigd. Leemans heeft inmiddels toch een paar pagina's getekend en voor elf pagina's al geschreven.

## Albums
De albums werden geschreven door Hec Leemans en getekend door Dirk Stallaert.
| Nr. | Titel                    | Publicatiejaar Tintin | Uitgavejaar album |
| --- | ------------------------ | --------------------- | ----------------- |
| 1   | De reis naar Amerika     | 1990                  | 1990              |
| 2   | De prinses van Manhattan | 1992                  | 1992              |
| 3   | De grote draak           |                       | 1995              |

In 2018 verscheen een integrale uitgave met dossier onder de titel Het Amerikaanse avontuur.

## Prijzen
Tekenaar Stallaert won voor deze reeks onderstaande prijzen:
- De Bronzen Adhemar in 1995.[24][25]
- Het Gouden Potlood in 2006 van Stripfestival Middelkerke.[26][27]

## Trivia
- Het cruiseschip Normandie waarop het eerste verhaal van deze reeks afspeelt, speelt ook een rol in het album De uitbarsting van de Karamako van Hergés stripreeks Jo, Suus en Jokko.
- De omslag van het laatste nummer van het weekblad Tintin/Kuifje was een tekening van deze reeks getekend door Stallaert.